# 石溪大学
石溪大學（英語：Stony Brook University），全称纽约州立大学石溪分校（State University of New York at Stony Brook），是一所成立於1957年的公立研究型大學，坐落于美國紐約州長島東部苏福克县的石溪，属于纽约州立大學系统，被諸多公開出版物列于紐約州最頂尖的公立大學之一。

## 簡介
石溪大學是美國大學協會成員，排名位列美國前40名，同時也是全球前1%的大學。
石溪大學于1957年成立于拿骚县的蠔灣，時稱長島州立大學學院。1962年遷至石溪。建校以來，石溪大學已經擴張至具有200多個主要建築，佔地超過5平方公里。
石溪大學擁有石溪大學醫療中心，是布鲁克黑文国家实验室的管理者之一。2005年，在主校區附近成立研發園區。石溪大學具有強大的區域性經濟影響力（達每年46億美元），爲長島的經濟活動貢獻了4%。
2012年，有超過24,500名學生被石溪大學主校區錄取，具有超過十五萬名校友，在13,500名雇員中，有超過3,200名職員從事學術相關工作，是長島最大的單地點雇主。在2010年的人口普查中，“石溪大學”相關區域内爲9,216。
石溪分校的校際運動隊自1999年起就以「海狼隊」的身份參加 NCAA 一級比賽。 石溪分校自2001年以來一直是美洲東部聯盟的成員，並於2022年7月1日加入殖民地體育協會。截至2022年5 月，石溪分校的教員和校友包括：7名諾貝爾獎得主、2名阿貝爾獎得主、至少5名在世億萬富翁、2名普立茲獎得主和5名菲爾茲獎得主，使得其在美國排名第七。

## 歷史
石溪大學建於1957年在紐約長島牡蠣灣成立，初建校時學生僅有一百人。當時名為長島州立大學學院（State University College on Long Island，SUCOLI）。 該機構成立於紐約公立高等教育系統近十年後，被設想為一所培養中學教師的學院。
奧爾森 (Leonard K. Olson) 被任命為該機構的第一任院長，並在教職員工的招聘和後來的石溪校區的規劃方面發揮了重要作用。長島州立大學學院在威廉·罗伯森·科尔庄园（William Robertson Coe Planting Fields）內開辦，第一屆班級有148名學生 這些第一批學生是免學費入學的。
至1962年校址遷至長島北岸石溪鎮上一塊由慈善家沃德·梅尔维尔捐出的土地，約1.6平方公里大小。至今校園以擴張為當初校園的三倍, 不包含南安普顿及曼哈頓校區。

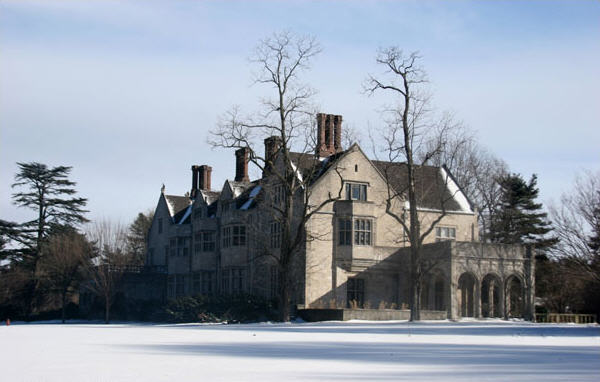
位於蠔灣的學校原址

## 校區

### 主校區
石溪大學主校區位于長島北岸的石溪鎮，接近長島的地理中點，在曼哈頓以東約80公里，蒙托克以西約108公里。主校區由紐約州公路97分爲“西校區”和“東校區”。在主校區北部邊緣有長島鐵路杰斐逊港支线石溪站。

#### 西校區
西校區是石溪大學學術生活的中心。作爲大學歷史最悠久的地區，西校區容納了大部分學術活動、體育活動以及本科生。現代化的西校區圍繞學術區域延展四分之一英里，西端到達西懞斯幾何和物理中心，東端到達管理大樓。學術區域包括學生活動中心、小福兰克·梅尔维尔紀念圖書館、斯塔勒藝術中心、人文心理樓、哈里曼廳、Frey廳（舊化學樓）、地球與空間科學中心與數學與物理設施。生命科學大樓、贾维茨禮堂、社會行爲科學樓，計算機科學以及學生會也在西校區。其中新建的建築有西懞斯幾何和物理中心、學生創意中心、希爾頓花園酒店以及翻修過的舊化學樓。斯塔勒藝術中心擁有長島蘇福克郡最大的電影熒幕，并承辦一年一度的石溪電影節。
體育設施位于西校區的西北部，包括石溪運動綜合大樓、石溪大學體育館、肯尼斯·啦维尔體育場等。

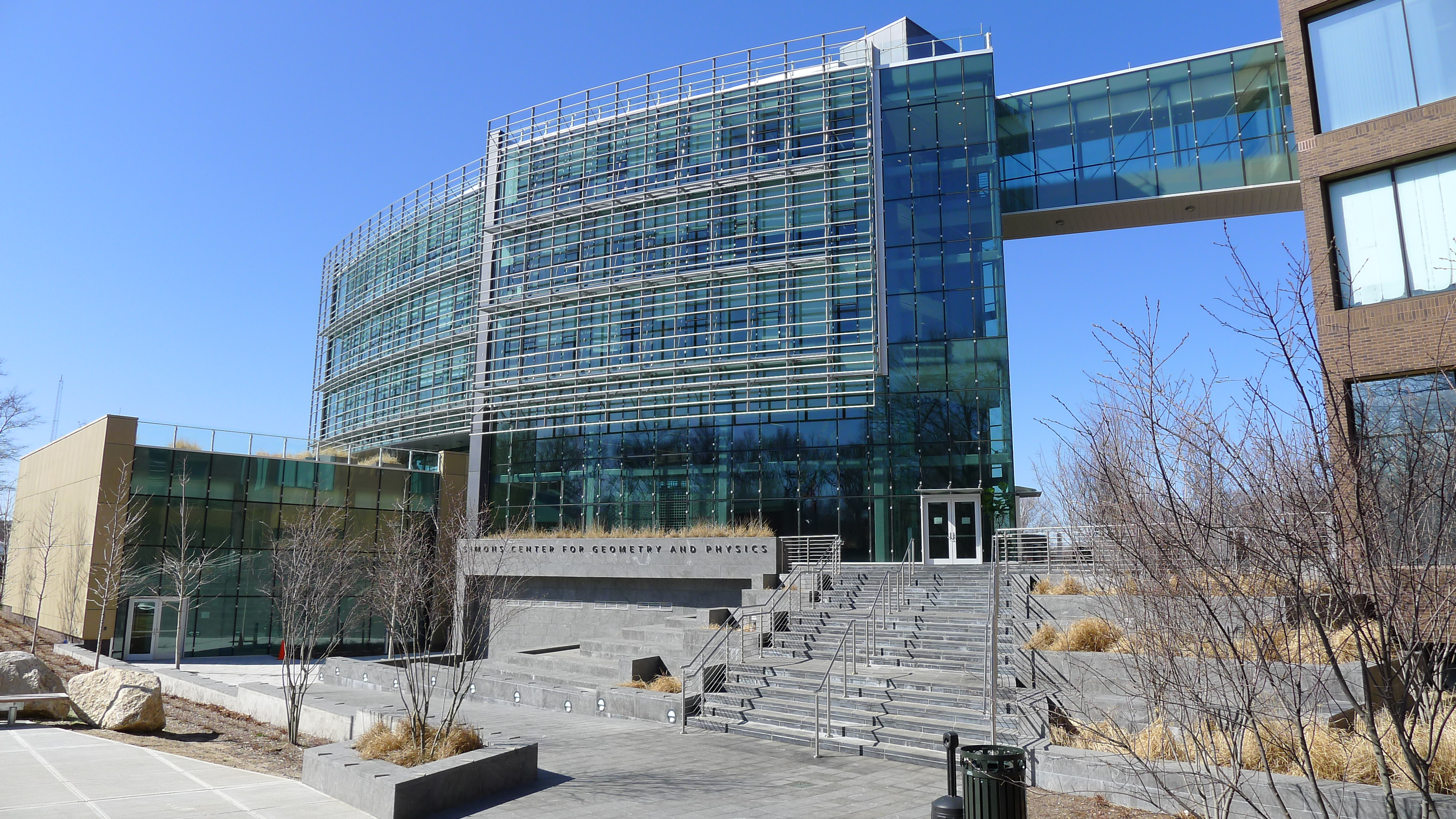
西蒙斯幾何與物理研究中心

#### 南校區
南校區坐落于學術區域南部約半英里的地方，阿什利·希夫森林保护区將二者隔開。坐落于南校區的機構有口腔医学學院、海洋科学研究中心、以及科迪自闭症和发育残疾中心。

#### 研發園區
位于石溪路，距校园中心1.6公里是研究和开发园区。 2005年11月3日，石溪大学宣布，它已正式收购246英亩（1.00平方公里）的相邻Flowerfield（最初所拥有者爲圣雅各福群Gyrodyne美国公司）。石溪大學曾表達出要徵用這塊土地的願望；三年之後，石溪大學終于如願以償。
石溪大學使用這片土地作爲研發園區之用，類似于全美各地的研發中心。這片區域最終將會容納10座建築。第一座建築無綫與信息技術中心已于2008年十月投入使用。由Flad建築公司設計的高級能源研究與技術中心已于2008年夏季開始建設，并于2010年春季投入使用。

#### 東校區

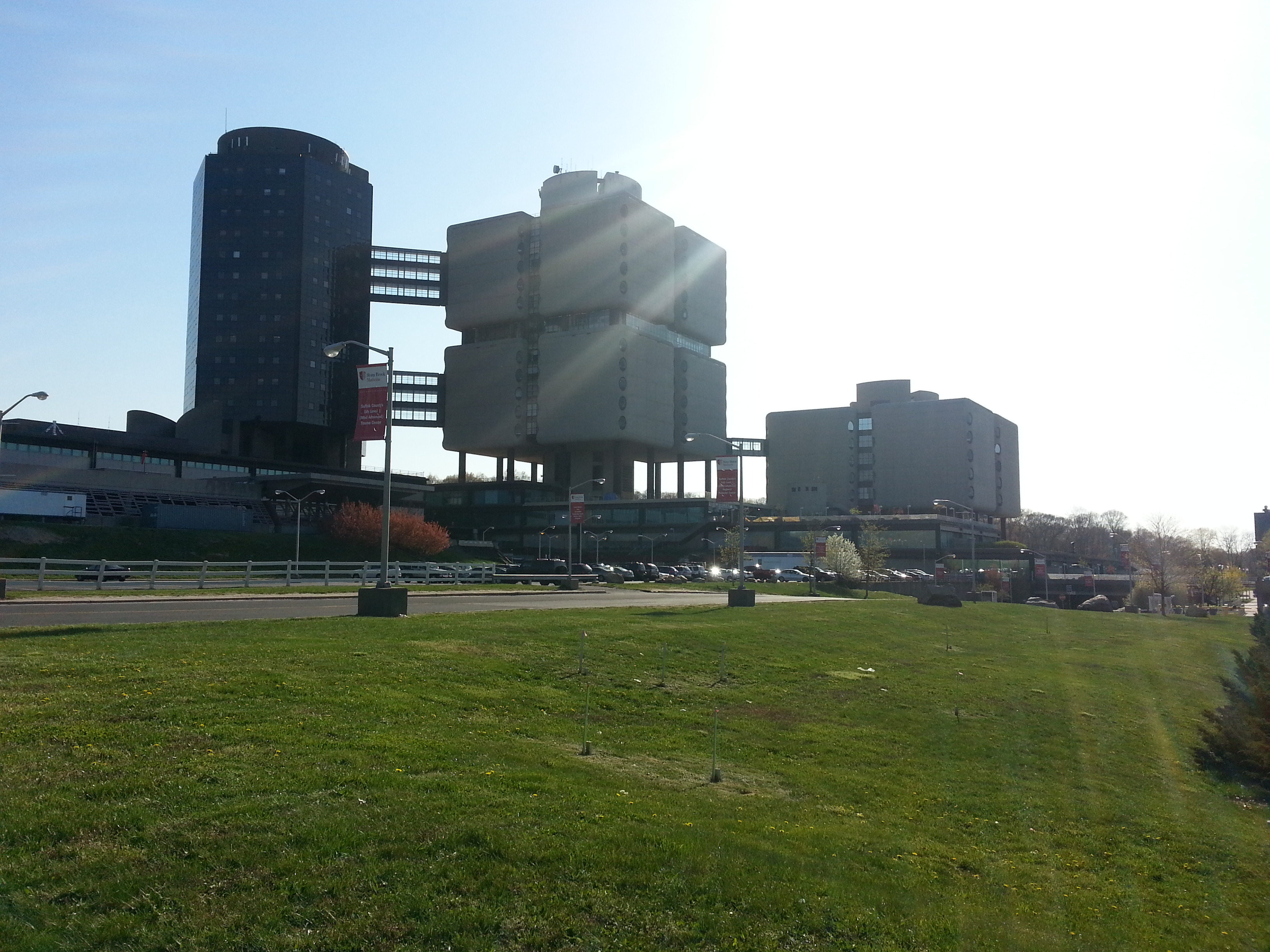
校區東邊的健康科學中心和大學醫院

東校區在主校區中被CR-97路隔開，是石溪大學校醫院以及健康科學中心所在地。石溪大學校醫院于1980年落成，是蘇福克郡唯一的三級醫院和一級創傷中心，也是此郡唯一的學術醫療中心，規模大於那蘇郡的任意一所醫療中心。石溪大學校醫院作爲萨福克郡最大的醫院，附屬機構健康科学中心（HSC）和基礎科学大楼（BST）中有众多的实验室，医学院和护理学院。查平研究生公寓大楼，长岛高新技术育成中心，门诊手术中心，儿童医院也坐落在东校区。

### 曼哈頓校區
2002年，石溪大學宣佈曼哈頓校區成立。曼哈頓校區原址位于南公園大道401號；2008年遷至位于南公園大道387號南三樓，面積達1,700平方米。石溪大學在此校區針對紐約市的學生提供專業的研究生課程；本科生課程在夏季和冬季學期提供。會議和特別活動貫穿全年。

### 南安普敦校區

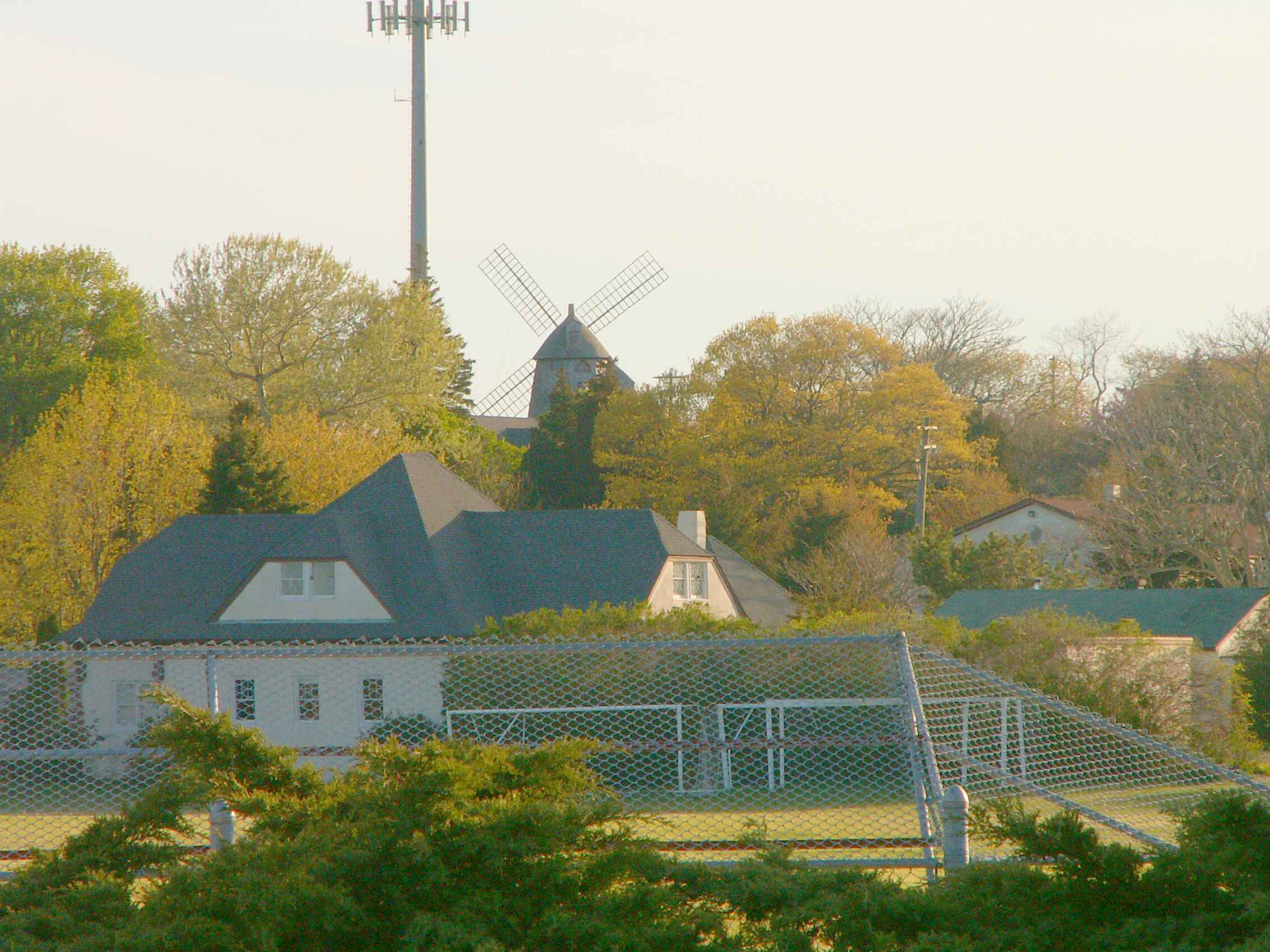
南安普敦校區

2006年3月24日，石溪大學完成了對長島大學南安普頓學院（330,000平方米，長島東端）的購買。作為一個完整的大學校園，南安普頓學院專注于發展有關環境與可持續發展的學術研究。2005年秋季，石溪大學擴大了原本的學術項目，對本科生提供海洋科學，教育和研究設施就在從長島大學租賃而來的校園上。未來五年有望2,000名學生入學。2006年8月3日，Martin Schoonen教授被任命爲南安普頓校區臨時院長；2009年3月，Mary Pearl被任命爲教務長兼副院長。
2010年4月7日，石溪大學暫停了該校區的住宿，將可持續發展項目遷移到主校區，預示著國家預算的嚴重削減。雖然海洋科學和研究生寫作項目仍然位于南安普頓校區，但是本科生已經遷移至主校區。最終，所有的餐飲服務和零售業務被教師學生協會暫停；舊長島大學電臺和國家公共廣播電臺在此校區也不再存在。
2011年9月，南安普頓校區開始提供本科生項目：海邊的學期，讓學生參加海洋研究或艺术本科班。就读海洋研究的学生都沉浸在海洋的主题中，加强与水接近，許多研究生研究项目也正在進行中。学习艺术的學生進行电影制作的學習和创意写作研究，并與著名的电影制片人和作家進行互動，是汉普顿的文化遗产的一部分。这两个计划提供了一个公开讲座系列，學生們可以与社会各界有很高知名度的科学家和作家進行交流。

### 韓國校區
2009年5月，美国纽约州立大学董事会委托萨缪尔·斯坦利博士就石溪和韩国政府之间的合作伙伴关系努力进行谈判。石溪将加入其他大学一个univerCITY复合体，可能涉及其他学校有北卡罗莱纳州立大学，乔治梅森大学，卡耐基·梅隆大学，约翰斯·霍普金斯大学和波士顿大学。石溪大學将成为一个全球性的大学，意图提供一个多元化的学习环境，同時刺激韩国經濟的增長。
2011年7月，校長萨缪尔·斯坦利宣布韩国教育科学和技术部已批准于仁川设立纽约州立大学韩国校區，并作爲松島國際都市的一部份，于2012年3月開始學術活動并招生200人。

## 組織與管理

### 基金會
石溪大學的基金由石溪大學基金會管理。根據紐約州教育法，該非營利性基金會成立于1965年，由理事會自願管理，被特許收集來自私有部門和非國有資源的捐贈，并用於補充大學經費。基金會的捐贈來自各個領域，可以爲石溪大學各方面的工作帶來益處。2012年，總捐贈價值約為1.25億美元，總資產達近350億美元，已完全恢復在2008年帶來的損失。在由吉姆·西蒙捐贈1.5億美元帶動的募捐活動之後，石溪大學在2011到2012年度總籌款達1.8億美元，至2013年3月達到2億美元。在紐約州立大學系統中，石溪大學基金會緊隨布法羅分校之後，爲第二大基金會。

### 學生組織
坐落在學生活動中心的本科生管理組織（USG）是代表本科生的執行機構。USG的主要功能涉及監管、財政和管理大學的官方社團。本科生有義務在每學期支付由USG管理的學生活動經費。USG組織每年的返鄉活動、Roth Pond帆船比賽、每年傳統的石溪狂歡節和貫穿整個學年的石溪演唱會。同時，USG還直接資助一系列的本科生組織。USG在石溪具有悠久的歷史，可以追溯到1959年的學生政治協會。2002年，管理層取消了學生政治協會，隨後，USG在2003年成立。
與USG一樣，研究生協會（GSO）是代表研究生的管理機搆。GSO每學期也會收取一些費用，用於資助研究生社區和項目。

## 學術
石溪大學是榮獲国家科学基金会的表彰奖励的十所大學之一。1998年，石溪大學由於在教育和科研方面的整合獲得此殊榮。2001年加入美國大學協會（AAU）。AAU是會員邀請制的美國頂尖大學的組織，目前僅有62名成員。石溪大學對所在區域每年有高達46.5億美元的經濟影響。石溪大學通過布魯克黑文科學協會合作管理布鲁克黑文国家实验室，與巴特爾紀念研究所平等合作。石溪大學也是紐約州具有醫學院和口腔科學院的兩所公立學校之一（另一所爲紐約州立大學水牛城分校）。

### 學費
2012至2013學年，本科生學費爲5,570美元（州内）16,190美元（州外），並且所有學生都有1,990美元的額外費用。研究生的學費由每學期獲得的學分以及學生所參加的項目有關，從4,685美元至8,970美元（州内）或8,370美元至16,110美元（州外）不等。在2011年紐約州立大學立法要求學費上漲之後，在未來五年内，石溪大學學費將每年上漲約300美元，或者州内學生上漲5%，州外學生上漲10%。

### 學生概況
石溪大學學生總數在2012年秋季達到24,597人，來自美國所有州以及全球諸多國家。在2011年秋季，男女比例爲1：1，其中33%爲研究生和專業學生。石溪大學由多元化的學生組成，其中39%爲歐洲裔美國人，19%爲亞裔美國人，6%的非裔美國人，8%的西班牙裔美國人以及14%的國際學生。47%的學生住在那蘇郡和蘇福克郡，22%的學生住在紐約市。10%的學生來自紐約市以北的縣市，祇有7%的人居住在紐約州外。石溪大學有一個龐大的國際學生社群，約佔到學生總數的14%。

### 大学排名
根據2013年美國新聞與世界報導大學排名，石溪在美國公立大學中排名第32，在全美所有大學中排名第82。其中，工程學院排名第56，醫學院排名第57，社會工作學院排名第66，醫藥與生物科學學院排名第68。在2013年吉普林個人金融雜誌的最有價值的國家公立學校排名中，石溪大學名列第22（州內學生）和第9（州外學生）。
由于其精英研究生课程，华尔街日报将石溪大学在公立学校中排名第8。
2013年，美國新聞與世界報導對石溪大學的排名如下：物理學專業中，核物理的研究生項目排名第4；數學專業中的幾何學研究生項目排名第6，拓撲學研究生項目排名第12 ；臨床心理學研究生項目排名第11；醫師助理研究生項目排名第13；美國政治（歸類為政治科學專業）排名第20；物理學研究生項目排名第23；數學學科研究生項目排名第24；助產專業研究生項目排名第23；政治科學專業研究生項目排名第33；地球科學研究生項目排名第34；材料科學（歸類為工程專業）研究生項目排名為37；社會學研究生項目排名第41位；計算機科學的研究生項目名列第44；化學研究生項目排名第49位，心理學研究生項目排名第50位，以及生物科學研究生項目名列第68。

### 院系设置
| 石溪大学当前院系设置 | 石溪大学当前院系设置 | 石溪大学当前院系设置 | 石溪大学当前院系设置 | 石溪大学当前院系设置 | 石溪大学当前院系设置 | 石溪大学当前院系设置 | 石溪大学当前院系设置 | 石溪大学当前院系设置 | 石溪大学当前院系设置 | 石溪大学当前院系设置 | 石溪大学当前院系设置 |
| -------------------- | -------------------- | -------------------- | -------------------- | -------------------- | -------------------- | -------------------- | -------------------- | -------------------- | -------------------- | -------------------- | -------------------- |
| 藝術與科學學院       | 商學院               | 工程與應用科學學院   | 口腔醫學學院         | 健康科技與管理學院   | 新聞學院             | 海洋與大氣科學學院   | 醫藥學學院           | 護理學院             | 職業發展             | 社會福利學院         | 研究生院             |

### 科研
石溪大學的海洋與大氣科學學院（SOMAS）是紐約州立大學系統海洋與大氣研究的科研、教育和公共服務中心。目前來自16個國家的超過300名本科生和研究生在SOMAS學習和工作。學院學生學習沿海海洋學過程和大氣科學，學院提供自然和學術的環境，提供在局部和遠處的環境中進行野外工作，解決實際問題的機會。每週一次的研討會，為學生學習表達自己的意見提供了豐富的機會。原來的海洋科學研究中心在2007年6月15日併入新的海洋與大氣科學學院。
此外，石溪大學還共同管理著布魯克黑文國家實驗室，躋身運營國家實驗室的頂尖大學行列，這些大學有芝加哥大學、加利福尼亞大學、康奈爾大學、麻省理工學院和普林斯頓大學。在物理學、數學和工程學科領域，石溪擁有物理和幾何學研究中心，擁有楊振寧理論物理研究所。在生物醫學領域，石溪擁有生物技術中心和化學生物和藥物發現研究所等。在2008年三月，石溪大學收到James Simons的6,000萬美元捐贈，用以建立西蒙斯幾何學與物理研究中心。路易斯和比阿特里斯勞費爾物理和量子生物學研究中心的建立是2008年來自亨利·勞費爾博士的一份厚禮。
2007年7月，石溪大学赢得美国国防部的一个项目，用以阻止恐怖分子破坏计算机；另外还获得了美国国土安全部的一个项目，设计一个系统在不触发误报的情况下来检测放射性
。
纽约计算科学中心（NYCCS），建立与2007年，是石溪大学与布鲁克黑文国家实验室共同创建的。它的核心是一台被称为“蓝色基因”的超级计算机，由两部分组成：蓝色基因L与蓝色基因P。在2008年的超级计算机运算能力排行榜上，蓝色基因L排名第17，蓝色基因P排名第75。蓝色基因超级计算机的总峰值计算性能为103.22万亿次浮点运算（万亿次浮点运算每秒）
。

## 著名人物
- 杨振宁：中國／中華民國籍理論物理學家、諾貝爾物理學獎得獎者。1965年到1999年間任教於石溪大學，創立並主持該校的理論物理研究所（於1999年更名為楊振寧理論物理研究所）。[46]
- 丘成桐：美籍華裔數學家，1972年到1973年間任教於石溪大學。[47]
- 张首晟：美籍華裔物理學家，1983年到1987年間於石溪大學攻讀博士學位。[48]
- 聂华桐：中國／中華民國籍理論物理學家，現任中國清華大學高等研究院院長、教授；1966年到1968年於石溪大學理論物理研究所擔任助理研究員、1968年到1997年理論物理研究所擔任助教、副教授、教授。[49]
- 徐遐生：中華民國旅美國天文學家，1971年到1972年間任教於石溪大學。[50]
- 李辉昭：韓裔美籍理論物理學家，曾於1963年任教於於石溪大學。[51]
- 邵廣昭：台灣魚類學家，現任中央研究院生物多樣性研究中心擔任執行長。
- 北島：本名趙振開，美籍中國流亡詩人，2002年到2005年間任教於石溪大學。
- 丹尼斯·蘇利文：美國數學家，現任石溪大學教授。

## 外部連結
- 官方网站
- Official athletics website （页面存档备份，存于）
- The State University of New York (system) website （页面存档备份，存于）